# سیارک ۲۵۱۸۰
سیارک ۲۵۱۸۰ (به انگلیسی: 25180 Kenyonconlin، نامگذاری:1998SM107) بیست و پنج هزار و صد و هشتادمین سیارک کشف شده‌است که در ۲۶ سپتامبر ۱۹۹۸ کشف شد.
قدر مطلق سیارک برابر ۱۹.۵ است.